# 402

402(사백이)는 401보다 크고 403보다 작은 자연수다.

## 수학
- 합성수로, 그 약수는 1, 2, 3, 6, 67, 134, 201, 402이다. 진약수의 합은 414이므로, 402는 과잉수다.
  - 제곱 인수가 없는 21번째 과잉수다. 이 성질을 지닌 앞의 수는 390, 다음 수는 426이다. (OEIS의 수열 A087248)
- 44번째 쐐기수다. 앞의 쐐기수는 399, 다음 쐐기수는 406이다.
- {\displaystyle 37^{3}-1}은 402로 나누어떨어진다.

## 과학·기술
- NGC 402: 물고기자리 방향에 있는 항성.
- HTTP 402 (Payment Required→결제 필요): 결제가 필요한 리소스에 결제 없이 접근할 때 웹 서버가 보내는 HTTP 상태 코드.

## 교통

### 철도
- 부산 도시철도 4호선 동래역의 역번호.

### 도로
- 고속도로 및 국도
  - 유럽 고속도로 402호선: 프랑스 칼레에서 르망까지 이어지는 유럽 고속도로.
  - 일본 402번 국도(일본어판): 니가타현 가시와자키시에서 니가타시 주오구까지 이어지는 일본의 국도.
- 기타 도로
  - 402번 지방도 (폐지): 충청북도 제천시 백운면에서 강원도 원주시 신림면까지 이어지던 대한민국의 과거 지방도.
  - 현도 제402호선

## 군사
- U-402(영어판, 독일어판): 제2차 세계 대전에 사용된 나치 독일의 군용 잠수함.

## 문화유산
- 대한민국의 보물 제402호: 수원 팔달문
- 대한민국의 사적 제402호: 통영 삼도수군통제영

## 방송
- KT HCN의 한국경제TV 채널 번호.

## 기타
- 날짜: 4월 2일
- 연도: 402년, 기원전 402년